# Auchmeromyia bequaerti
Auchmeromyia bequaerti är en tvåvingeart som först beskrevs av Roubaud 1913.  Auchmeromyia bequaerti ingår i släktet Auchmeromyia och familjen spyflugor. Inga underarter finns listade i Catalogue of Life.